# Рассохи (Львовская область)
Рассохи (укр. Розсохи) — село в Перемышлянской городской общине Львовского района Львовской области Украины.
Население по переписи 2001 года составляло 349 человек. Занимает площадь 1,68 км². Почтовый индекс — 81243. Телефонный код — 3263.

## История
В 1946 г. Указом ПВС УССР село Жидовичи переименовано в Рассохи.